# Alpujarra de la Sierra
Alpujarra de la Sierra er en kommune i det sydøstlige Spanien i provinsen Granada. Den har et indbyggertal på 931 (2024) indbyggere.